# キプリスモルホォ
キプリスモルホォは、日本の女性アイドルグループである。

## 概要
グループ名の由来は世界で最も美しい蝶とされるモルフォチョウ属のキプリスモルフォ(Morpho cypris)。そのままグループ名に使用する予定だったが、メンバーがキプリスモルホォと誤記。その際に「この唯一無二な文字列をグループ名にしたほうがSNS等のインターネット上では発見されやすい。(キーワード『キプリスモルホォ』で検索した際、当グループに関連する内容以外はヒットしない。)」という意見が挙がったことでこちらがグループ名として採用された。
同グループメンバーの和泉ひよりと高坂琴水の2名で、平仮名表記の『きぷりすもるほぉ』というユニットを結成していた。

## メンバー
| 名前 (読み)                       | カラー       | 愛称     | 誕生日        | 血液型 | 出身地 | 備考                                           |
| --------------------------------- | ------------ | -------- | ------------- | ------ | ------ | ---------------------------------------------- |
| 高坂 琴水 (こうさか ことみ)       | 赤           | ことみん | 2000年3月28日 | O型    | 静岡   | キャプテン／日本とスペイン系フィリピンのハーフ |
| 奥泉 奏 (おくいずみ かなで)       | ピンク       | かなで   | 2001年10月7日 | A型    | 大阪   |                                                |
| 姫暖 まい (ひめあ まい)           | オレンジ     |          | 2003年8月23日 | A型    | 岐阜   |                                                |
| 佐藤 じゅきな （さとう じゅきな） | グリーン     |          | 2007年6月1日  | O型    | 群馬   |                                                |
| 小林 心奈 （こばやし ここな）     | ライトブルー |          | 2006年7月7日  | B型    | 東京   |                                                |
| 舛音 乃ノ歌 （ますね ののか）     |              |          | 2012年2月24日 | B型    | 東京   | 研修生                                         |
| 桜姫 らび （さくらひめ らび）     |              |          | 2004年3月3日  | A型    | 青森   | 見習い中                                       |

### 旧メンバー
| 名前 (読み)                   | カラー | 愛称       | 誕生日         | 血液型 | 出身地             | 備考                               |
| ----------------------------- | ------ | ---------- | -------------- | ------ | ------------------ | ---------------------------------- |
| サーリア (さーりあ)           | 黄     | さーりあ   | 2月1日         |        | 中国               |                                    |
| 和泉 ひより (いずみ ひより)   | 白     | ひよりん   | 1998年1月17日  | AB型   | 埼玉               | 元リーダー 卒業後「心鞠游」に改名  |
| 双葉 ありす (ふたば ありす)   | ピンク | ありす     | 2001年10月9日  | O型    | フィリピン（東京） | 日本とスペイン系フィリピンのハーフ |
| ほなみ (ほなみ)               | 橙     | ほなみん   | 2002年8月18日  |        |                    | 研修生                             |
| 五十嵐 鵬悦 (いがらし ほえつ) | 紫     | えっちゃん | 2000年9月27日  | A型    | 東京               | シブヤDOMINION                     |
| 高木 愛 (たかぎ まな)         | 白     | まなさん   | 12月9日        |        | 北海道             | 研修生                             |
| 日向 成海 (ひなた なるみ)     | 橙     | なるみん   | 1996年6月1日   | A型    | 北海道             | 研修生                             |
| 猫西 こに (ねこにし こに)     | 緑     | こにち     | 2002年6月17日  | A型    | 栃木               |                                    |
| 神城 うい (かみしろ うい)     | 黄     | ういたん   | 2002年1月10日  | O型    | 茨城               |                                    |
| 葉月 琴葉 (はづき ことは)     | 緑     | こっちゃん | 2006年4月26日  | B型    | 埼玉               | 研修生                             |
| 椎奈 利歩 (しいな りほ)       | 白     | りっちゃん | 2006年3月4日   |        |                    | 研修生                             |
| 長谷川 想乃 (はせがわ その)   | 水色   | そのちゃん | 2003年11月11日 | O型    | 東京               |                                    |
| 片山 しおり (かたやま しおり) | 紫     | しーちゃん | 1999年1月16日  | A型    | 埼玉               |                                    |
| 花咲 結愛 (はなさき ゆあ)     | 青     | ゆーちゃん | 2003年10月30日 | O型    | 埼玉               |                                    |

## 経歴
2017年
- 12月25日 池袋RUIDO K3にてお披露目

2018年
- 4月8日 双葉ありすが加入
- 4月27日 サーリアが卒業を発表[1]
- 4月30日 サーリアが卒業　花咲結愛が高校受験の為活動休止
- 6月19日 双葉ありすが体調不良のため活動休止
- 8月24日 渋谷CIRCUS Tokyoで開催の「ミリオンバトルリーグ」にて3ヶ月連続1位獲得
- 9月27日 五十嵐鵬悦（シブヤDOMINION）の兼任発表
- 10月27日 五十嵐鵬悦が活動開始
- 11月3日 和泉ひよりが卒業を発表
- 11月10日 花咲結愛が活動再開
- 11月27日 和泉ひよりが卒業
- 12月6日 双葉ありすが復帰発表
- 12月9日 双葉ありすが活動再開
- 12月24日 猫西こにが加入
- 12月25日 渋谷Gladにてキプリスモルホォ一周年記念ライブ開催 高坂琴水のキャプテン就任を発表

2019年
- 2月23日 神城ういが研修生として加入
- 4月1日 キプリスモルホォ定期公演がスタート 会場は池袋RUIDO K3
- 5月1日 双葉ありすが卒業
- 8月11日 ほなみが見習いとして参加（8月20日ステージデビュー）
- 10月8日 ほなみがtwitterで脱退発表
- 10月31日 神城ういが正規メンバーに昇格
- 12月27日 中野坂上SUB TOKYOにてキプリスモルホォ二周年記念ライブ開催2周年記念限定ミニアルバム発売

2020年
- 2月15日 高木愛が研修生として加入
- 3月26日 五十嵐鵬悦が卒業
- 3月27日 日向成海が研修生として加入
- 9月20日 奥泉奏が研究生として加入[2]
- 12月13日 神城ういが卒業[3]
- 12月27日 奥泉奏が正規メンバーに昇格

2021年
- 4月10日 長谷川想乃が研修生として加入[4]
- 4月13日 片山しおりが研修生として加入[5]
- 4月22日 発売、『週刊ヤングジャンプ』（集英社）21＆22合併号スタートの企画「サキドル エース SURVIVAL 11」に高坂が参加[6]
- 9月24日 神城ういが期間限定復帰発表[7]
- 11月29日 猫西こにが活動辞退[8]
- 12月28日 葉月琴葉が研修生として加入

2022年
- 1月6日 池袋Re:voiceにてキプリスモルホォ四周年記念ライブ開催 長谷川想乃、片山しおりが正規メンバーに昇格
- 4月6日 椎奈利歩が研究生として加入
- 8月28日 葉月琴葉、椎奈利歩が正規メンバーに昇格

2023年
- 3月26日 椎奈利歩が卒業
- 5月31日 葉月琴葉が脱退[9]
- 8月24日 長谷川想乃が脱退[10]

2024年
- 1月31日 片山しおりが卒業[11]
- 11月30日 花咲結愛が卒業[12]

## 楽曲
| #  | タイトル               | 発表日         | 作詞         | 作曲         | 振付       | 備考               |
| -- | ---------------------- | -------------- | ------------ | ------------ | ---------- | ------------------ |
| 1  | CHOOSE THE WORLD       | 2017年12月25日 | ズシトモユキ | ズシトモユキ | 和泉ひより | 編曲：ズシトモユキ |
| 2  | 恋のしずく             | 2017年12月25日 | ちゃむ       | C.Takumi     |            |                    |
| 3  | バタフライ             | 2017年12月25日 | C.Takumi     | C.Takumi     |            |                    |
| 4  | Don't Worry            | 2018年2月12日  | 高坂琴水     |              | 和泉ひより |                    |
| 5  | 光と僕と約束の音       | 2018年3月11日  | 和泉ひより   |              | 和泉ひより |                    |
| 6  | 空想UとPia             | 2018年3月25日  | 和泉ひより   |              | 和泉ひより |                    |
| 7  | U2BIRTH                | 2018年5月3日   | 和泉ひより   |              | 和泉ひより |                    |
| 8  | ひこうき雲             | 2018年7月28日  | 高坂琴水     |              | 高坂琴水   | 高坂琴水ソロ曲     |
| 9  | Ｒ                     | 2018年8月31日  | 和泉ひより   |              | 和泉ひより | 和泉ひよりソロ曲   |
| 10 | Useless Resistance     | 2019年2月24日  |              |              | みっぴ先生 |                    |
| 11 | 春ノカヲリ             | 2019年4月1日   |              |              | みっぴ先生 |                    |
| 12 | キミイロセカイ         | 2019年11月26日 | 高坂琴水     | C.Takumi     | みっぴ先生 |                    |
| 13 | ふゆいろ               | 2019年12月27日 | 一ノ本彩雅   | C.Takumi     |            |                    |
|    | Believe in destiny     | 2021年2月6日   |              |              | Nadia      |                    |
|    | まだまだ終わらない物語 | 2021年4月4日   |              |              |            |                    |
|    | Graduation day         | 2021年4月4日   |              |              |            |                    |
| 14 | カケルナツ             | 2021年10月5日  |              |              | 春名ともみ |                    |
|    | アナスタシア           | 2022年9月18日  |              |              | Nadia      |                    |
|    | ヒロイン               | 2023年6月15日  |              |              |            |                    |
|    | THE MOMENT             | 2023年8月9日   |              |              |            |                    |

## ディスコグラフィ
| #              | タイトル  | 発売日         | 型番      | 収録曲                                                                        | 媒体 | 備考                      |
| -------------- | --------- | -------------- | --------- | ----------------------------------------------------------------------------- | ---- | ------------------------- |
| 1st Mini Album | butterfly | 2019年12月27日 | HPCD-9226 | 1. バタフライ 2. CHOOSE THE WORLD 3. 恋のしずく 4. キミイロセカイ 5. ふゆいろ | CD   | 2周年記念限定ミニアルバム |

## 出演

### TV番組
- 超!アイドル戦線（2018年6月28日, 7月20日、TOKYO MX）
- 夢劇場音楽堂（2018年7月25日、テレビ埼玉)
- おはよう！アイドル長屋REMIX（2018年10月2日～ 、TOKYO MX）